# Actinocephalus actinocephaloides
Actinocephalus actinocephaloides é uma espécie botânica atualmente do gênero Actinocephalus pertencente à família Eriocaulaceae.
Seu nome científico anterior era Paepalanthus actinocephaloides, porém, em 2013 foi constatado que a espécie deveria pertencer à outro gênero de plantas, chamado Actinocephalus.
É nativa do Brasil sendo frequente na região do estado de Minas Gerais, especialmente na região de Diamantina.